# Adalbert Stehle
Adalbert Stehle (* 3. Mai 1876 in Schramberg; † 12. Februar 1935 in Karlsruhe) war ein badischer Beamter.
Stehle war katholischer Konfession und Sohn eines Kassierers bei der Gewerbebank. Er studierte Rechtswissenschaften und legte 1898 die erste und 1902 die zweite Staatsprüfung ab. Ab 1902 war er Referendar und ab 1907 Regierungsassessor. Im Jahr 1908 wurde er vom Innenministerium zum Bürgermeister der Stadt Bühl ernannt. Dort wurde er im gleichen Jahr zusätzlich noch Amtmann. 1909 wurde er erster Beamter und 1917 Oberamtmann im Bezirksamt Mannheim. 1918 wechselte er als Amtsvorstand an das Bezirksamt Mosbach und 1919 an das Bezirksamt Stockach. 1921 wurde er Regierungsrat in der Oberdirektion des Wasser- und Straßenbaus.